# Вильсон, Сэмюель
Сэмюель Вильсон (англ. Samuel Alexander Kinnier Wilson) — английский невропатолог.

## Биография
С. Вильсон родился 6 декабря 1878 года в штате Нью-Джерси, США. Через год умирает отец и семья переезжает в Эдинбург. В 1902 году заканчивает Эдинбургский университет. В 1903 году на стажировке в Париже работает под руководством ведущих невропатологов того времени Жозефа Бабинского и Пьера Мари.
После возвращения в Великобританию работал совместно со знаменитыми неврологами У. Говерсом, В. Горслеем и другими.
В 1912 году опубликовывает 211-страничную работу «Прогрессивная лентикулярная дегенерация: семейное заболевание нервной системы, ассоциированное и циррозом печени» (англ. Progressive lenticular degeneration: A familial nervous disease associated with cirrhosis of the liver). Работа получила признание. Скрупулёзно описанное Вильсоном заболевание впоследствии стало называться его именем болезнью Вильсона (в русскоязычной литературе болезнью Вильсона — Коновалова).
В своих работах он впервые использовал термин «экстрапирамидный», который стал общепринятым.
В 1920 году под его редакцией начинает выпускаться Journal of Neurology, Neurosurgery, and Psychiatry.

Умер от рака в Лондоне.

## Цитаты
- Никогда не показывай своё удивление (англ. Never show surprise)[1]
- Не говори больному одно и то же дважды (англ. Never say the same thing twice to a patient)[1]
- Никогда не верь, что больной сказал правду о том, что ему на самом деле сказал другой врач (англ. Never believe what the patient said the doctor said)[1]
- Будь решительным в своей нерешительности (англ. Be decisive in your indecision)[1]
- Не обедай вместе со своим пациентом (англ. Never take a meal with your patient)[1]